# Monasterio Ipátiev
El monasterio Ipátiev (en ruso: Ипатьевский монастырь) o monasterio de San Hipacio está construido sobre la orilla del río Kostromá, cerca de la ciudad de Kostromá. Pertenece a la región  del Anillo de Oro de Rusia, un área situada al nordeste de Moscú, fértil y rica en monasterios, que conoció una excepcional prosperidad económica y cultural entre los siglos XII y XVII.

## Fundación
El monasterio fue fundado hacia 1330 por un tártaro convertido, el príncipe Zajari Chet, ancestro de Borís Godunov y Solomonia Sabúrova. 

De 1433 a 1435, el gran duque Basilio II, expulsado del trono de Moscú por su tío Yuri IV, fue relegado a Ipátiev para gobernar la vecina ciudad de Kostromá. En la época, el monasterio, reservado a los hombres, fue un importante centro de enseñanza.

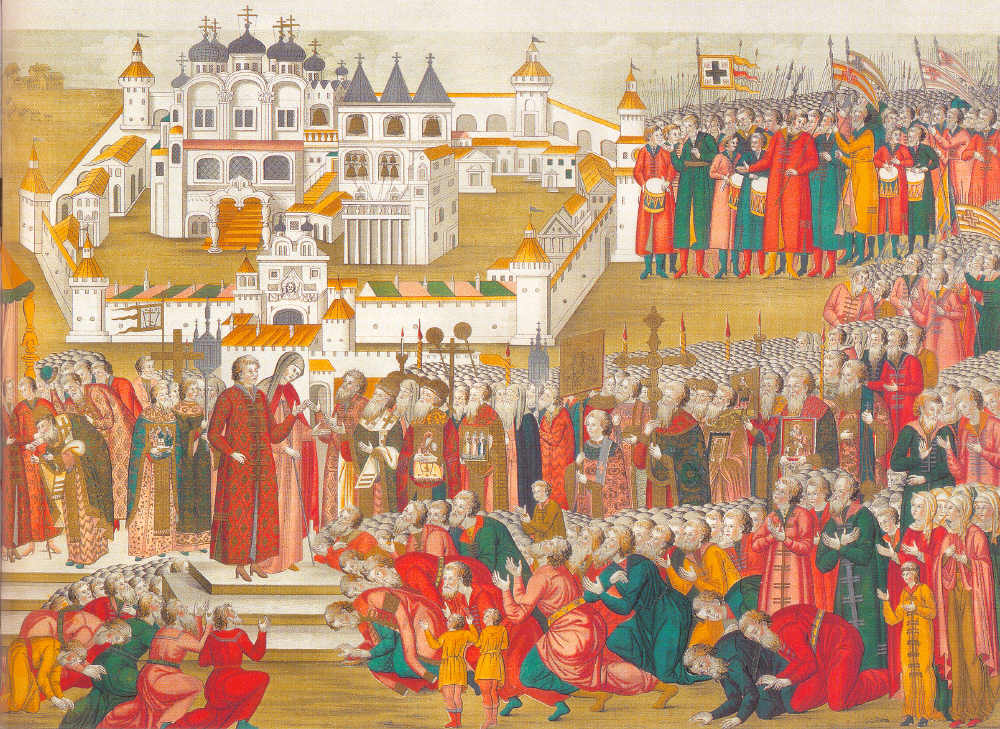
La multitud, reunida delante del monasterio Ipátiev, implora a la madre de Mijaíl Románov que le dejen partir a Moscú, para convertirse en zar. (1673)

## El monasterio durante el Período Tumultuoso
Durante el Período Tumultuoso, el monasterio Ipátiev fue ocupado por Dimitri II en primavera de 1609. En septiembre del mismo año, el monasterio fue tomado por el ejército de Moscovia tras un largo asedio. 

El Zemski Sobor designó a Miguel I de Rusia, que entonces residía en el monasterio, como nuevo zar de Rusia (primero de la Dinastía Románov), el 14 de marzo de 1613. Según la leyenda, ese mismo invierno, un campesino de los alrededores llamado Iván Susanin sacrificó su vida para salvar al joven zar de las tropas de Segismundo III Vasa, rey de Polonia, que estaba en contra de este nombramiento. (Véase la ópera Una vida por el Zar.)

## Patrimonio cultural y arquitectónico
Fue en este monasterio donde Nikolái Karamzín, autor a partir de 1803 de la monumental Historia del Estado ruso, descubrió un conjunto de tres crónicas del siglo XIV, llamado Códice Ipátiev (Hypatian Codex) consistente de la Crónica de Néstor, Crónica de Kiev y Crónica de Galitzia-Volinia (en:Galician–Volhynian Chronicle). 

La mayor parte de los edificios del monasterio fue construida entre el siglo XVI y el siglo XVII. La catedral de la Trinidad es célebre por sus suntuosas pinturas interiores. La entrada principal, cercana al río, fue construida por el arquitecto Konstantín Ton. La casa privada de Mijaíl Románov fue restaurada por orden de Alejandro II, pero la fidelidad al original de esta restauración ha sido cuestionada de modo importante.

El monasterio fue clausurado tras la revolución de octubre de 1917, pero fue preservado en gran parte como testimonio histórico y arquitectónico. Los soviéticos demolieron, sin embargo, una de las iglesias del monasterio. Su reconstrucción está proyectada. Será consagrada a los santos mártires de la familia Románov. Las autoridades han decidido recientemente otorgar la posesión del monasterio a la Iglesia ortodoxa rusa, a pesar de la fuerte oposición de los museos nacionales.

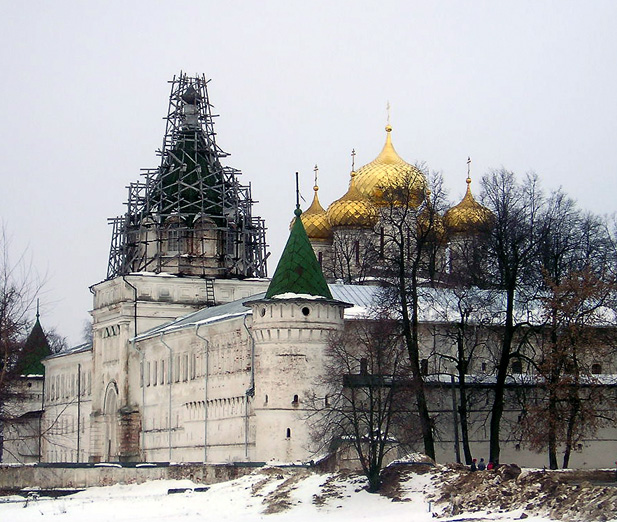
Entrada al monasterio.
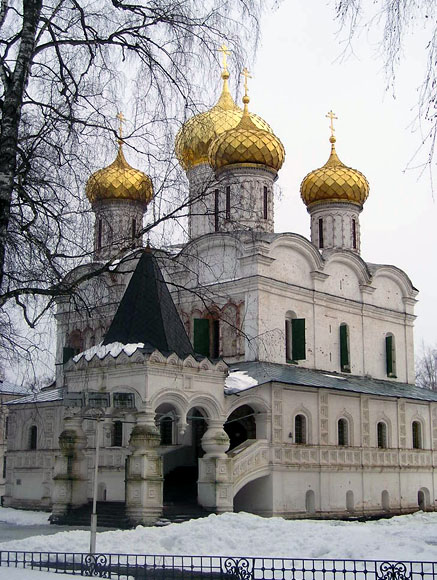
Catedral de la Trinidad (1652)
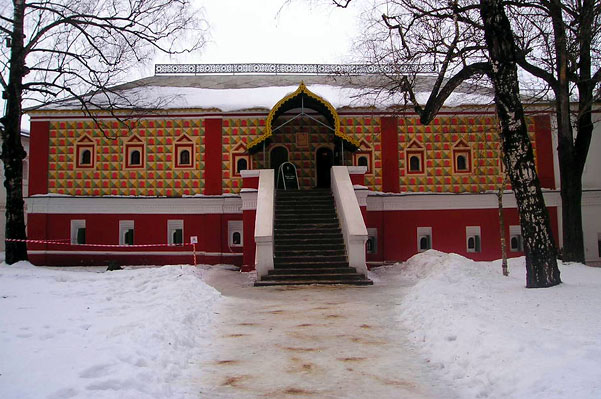
Palacio Románov
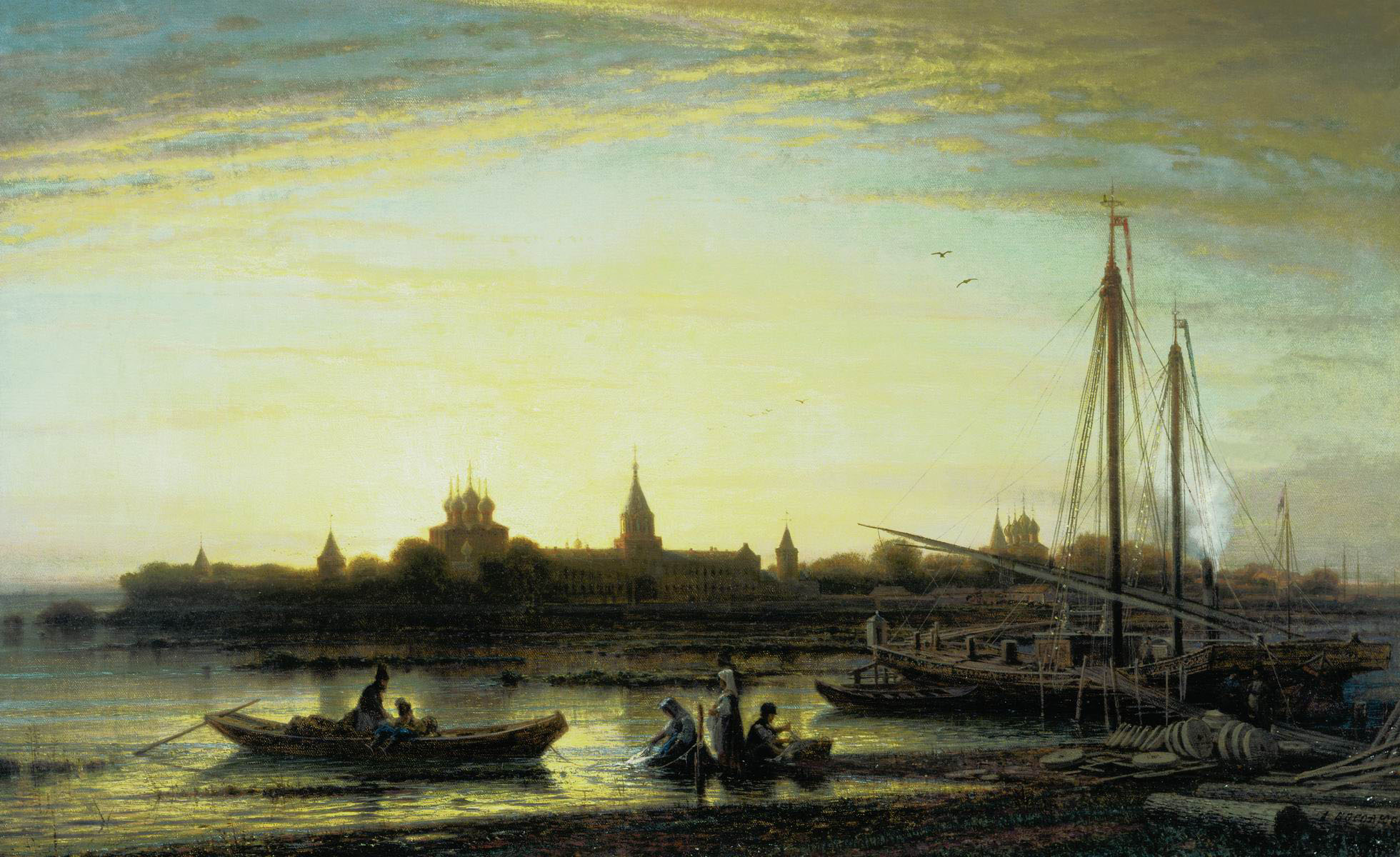
El monasterio Ipátiev. Óleo de Alekséi Bogoliúbov, (1861)